# Tarification à l'activité
 (janvier 2024).
Si vous disposez d'ouvrages ou d'articles de référence ou si vous connaissez des sites web de qualité traitant du thème abordé ici, merci de compléter l'article en donnant les références utiles à sa vérifiabilité et en les liant à la section « Notes et références ».
La tarification à l'activité (T2A), ou tarification à l'acte, est un mode de financement des établissements de santé français mis en place en 2004 dans le public et 2005 dans le privé.
La tarification à l'activité constitue un mode de financement qui vise à la mise en place d'un cadre unique de facturation et de paiement des activités hospitalières des établissements de santé, qu'ils soient publics ou privés, quels que soient leur statut et leur spécialité, dans lequel l'allocation des ressources est fondée à la fois sur la nature et le volume de leurs activités. La logique de moyens qui prévalait jusque-là cède la place à une logique de résultats conforme à l'esprit de la loi organique relative aux lois de finances (LOLF). La T2A est un élément central de la « Nouvelle gouvernance hospitalière » mise en place par les ordonnances de mai et septembre 2005, dans la mesure où ce sont désormais les recettes issues des activités hospitalières qui vont déterminer les dépenses et non l'inverse.

## Un financement repensé en cohérence avec la LOLF
La loi no 2003-1199 du 18 décembre 2003 de financement de la sécurité sociale pour 2004 (art. 22 à 34) entre dans le cadre de la LOLF et modifie profondément les modalités de financement des établissements de santé, passant d'une logique de moyens à une logique de résultats. Jusqu'en 2003, les deux modalités de financement par l'Assurance maladie distinguaient d'une part les établissements publics de santé (EPS) et les établissements privés participant au service public hospitalier (PSPH, devenus avec la loi HPST de 2009 les ESPIC, établissements de santé privés d'intérêt collectif), et d'autre part les établissements hospitaliers à but lucratif (EHBL).

### Financement des EPS/ESPIC avant la réforme T2A
Les établissements publics de santé ainsi que les établissements privés participant au service public hospitalier recevaient, depuis la loi du 19 janvier 1983, une dotation globale de fonctionnement (DG) annuelle, reconduite chaque année en l'absence de toute négociation réelle entre l'autorité de tutelle et l'établissement. La DG était ainsi calculée sur la base de l'exercice précédent modulé du taux de croissance des dépenses hospitalières, déconnectant ainsi les moyens de l'évolution de l'activité.

### Financement des établissements de santé à but lucratif avant la réforme T2A
La structure étant ici séparée des praticiens, les hôpitaux privés facturaient directement à l'Assurance maladie les forfaits de prestation (rémunération de la structure) et les actes (rémunération des praticiens libéraux), sur la base de tarifs variables géographiquement et négociés avec l'Agence régionale de l'hospitalisation (ARH). Les forfaits de prestation étaient ainsi encadrés par la mise en place d'objectifs quantifiés nationaux (OQN) visant à réguler le financement par rapport à l'activité.

### Mécanisme actuel de financement des activités de MCOO
La disparité ainsi créée entre établissements publics et établissements privés complexifiait les dispositifs de contrôle du financement et la lecture des coûts du système hospitalier. La réforme de 2004 vise ainsi à simplifier le schéma d'allocation des ressources, tout en l'équilibrant : la T2A met en place un mode unique de financement pour les activités de « MCO » (médecine, chirurgie, obstétrique), et, depuis mars 2008, de « MCOO » (médecine, chirurgie, obstétrique et odontologie), des établissements de santé publics et privés, basé sur une distribution des ressources en fonction du volume et de la nature de leurs activités. Désormais, les ressources sont calculées à partir d'une estimation d'activités et donc de recettes (le prix de chaque activité étant fixé par l'assurance-maladie via le mécanisme des GHM/GHS).

## Modalités de financement
Les recettes des établissements de santé (publics et privés) étant générées par le niveau d'activité, les modalités de financement des activités MCOO par l'assurance-maladie se trouvent naturellement et profondément intégrés à la logique de tarification à l'activité.
Une part de dotation annuelle demeure dans le secteur public pour le financement des missions d’intérêt général et d’aide à la contractualisation interne (MIGAC). Par exemple les missions d’enseignement, de recherche, de référence et d’innovation (MERRI). Cette dotation complète la T2A basée sur la valorisation des données d’activités produites par le PMSI (Programme de Médicalisation des Systèmes d'Information). La valorisation de l’activité T2A s’est opérée progressivement : 10% en 2004, 25% en 2005, 35% en 2006, 50% en 2007 et 100% en 2008. Un coefficient de transition a été appliqué jusqu'en 2008 pour assurer le maintien du financement de chaque établissement à cette échéance. Enfin, entre 2008 et 2012, un coefficient de convergence a été appliqué pour gommer les écarts entre régions.
À noter, cependant que l'activité financée par la facturation directe se limite aux seuls séjours MCOO des Établissements privés à But Lucratif. Alors que pour les EPS / ESPIC, celle-ci est étendue aux séjours et aux soins externes en MCOO. Les activités de Psychiatrie et de soins de suite et de réadaptation, auparavant financées en Dotation globale de financement pour les hôpitaux publics, sont entrées dans la réforme T2A progressivement.

### Paiement au séjour: le mécanisme des GHM/GHS
Le programme de médicalisation des systèmes d'information (PMSI), autorisé par une circulaire du 5 août 1986 et rendu indispensable par la loi du 31 juillet 1991 portant réforme hospitalière qui impose aux établissements de santé publics et privés de procéder à l'évaluation de leurs activités de soin, et l'analyse des données qu'il fournit permet de classer le séjour de chaque patient au sein d'un Groupe homogène de malades (GHM). Les GHM sont identifiés par un code alpha-numérique combiné à un intitulé médical (ex. : GHM 08M04W « fracture de la hanche et du bassin avec CMA (Complication et Morbidité Associée) ».
Par la suite, chaque GHM est associé à son pendant financier, le Groupe homogène de séjour (GHS), défini par l'Assurance maladie. Le GHS, identifié par un code numérique, est en réalité le tarif applicable à un GHM donné : en règle générale à chaque type de séjour correspond un et un seul GHS. Dans quelques cas (soins palliatifs, sevrage d'alcool...) un GHM peut avoir plusieurs GHS permettant de différencier les moyens disponibles dans l'établissement : existence d'une unité de soins palliatifs ou d'addictologie autorisée pour les sevrages complexes. Selon la présence ou non de ces unités particulières le tarif des GHS peut aller du simple au triple pour le même GHM. Le mode de calcul diffère sensiblement selon que l'on se situe dans un établissement ex-DG ou ex-OQN : en effet, l'assiette de calcul est différente puisque dans les établissements privés à but lucratif, les médecins sont des praticiens libéraux dont les tarifs viennent s'ajouter aux GHS. Cela étant, la liste des couples GHM/GHS est commune pour l'ensemble des établissements de santé en MCOO, qu'ils soient publics ou privés.

### Paiements supplémentaires associés aux GHS
Concernant le paiement des séjours, il arrive que des tarifs annexes modulent le tarif du GHS. Il peut s'agir :
- de modulations temporelles : un supplément EXH pour chaque journée au-delà de la borne haute, une minoration EXB (par forfait ou par journée) lorsque le séjour est plus court que la borne basse définie pour le GHM. Ces modulations sont plus complexes qu'il n'y parait car le choix du GHM est lui-même influencé par la durée de séjour. Ainsi, pour une racine de GHM donnée (par exemple ici les appendicectomies), le tarif versé peut être représenté en fonction de la durée de séjour et des CMA (Complication et morbidité associée)[8] ;

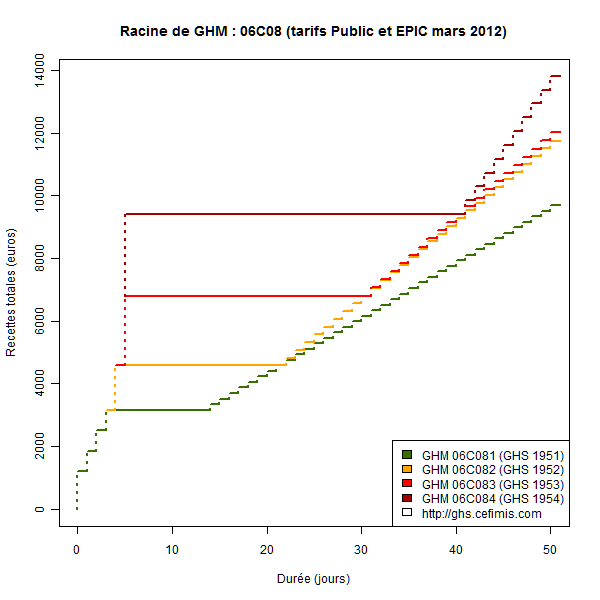
Tarif total (T2A secteur public et ESPIC) en fonction de la durée et de la sévérité, racine de GHM "06C08 Appendicectomies compliquées"
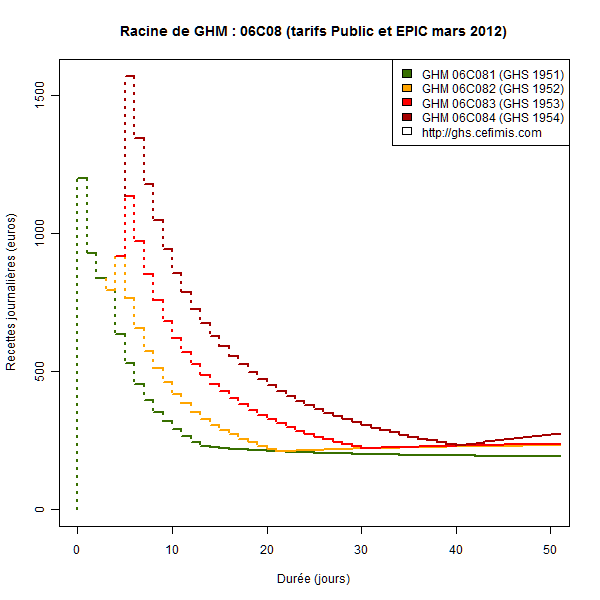
Tarif journalier (T2A secteur public et ESPIC) en fonction de la durée et de la sévérité, racine de GHM "06C08 Appendicectomies compliquées"

- de suppléments journaliers dans le cas des prises en charge particulièrement lourdes dans des unités très spécialisées (réanimation, soins intensifs, etc.) ;
- de suppléments payés à l'acte pour les séances d'hémodialyse et les séances de radiothérapie (lorsque justement le séjour n'est ni un séjour d'insuffisance rénale ni un séjour de cancer) ;
- de certains dispositifs médicaux implantables (DMI inscrits sur la Liste des produits et prestations, LPP) ;
- de certains médicaments onéreux (MO désignés en Unités communes de dispensiation).

D'autres recettes entrent par ailleurs dans la T2A mais ne concernent pas les séjours d'hospitalisation MCO. Il peut s'agir par exemple :
- de la tarification des séjours en HAD (hospitalisation à domicile), avec les GHT ;
- de la tarification des actes et consultations externes (lettres clef, forfaits SE, etc.).

La présence de ces éléments sur le même arrêté chaque année induit parfois une confusion.

### Cas spécifiques de facturation
Les actes nécessitant d'être pratiqués en milieu hospitalier mais ne requérant aucune hospitalisation (endoscopie sans anesthésie, mise en observation dans un environnement hospitalier, Administration de produits et prestations en environnement hospitalier...) sont financés par des  forfaits regroupés sous l'appellation de Sécurité et environnement hospitalier (SEH): APE, SE1, SE2, SE3, SE4.
Les urgences sont elles financées par la facturation d'un tarif au passage dénommé « Accueil et traitement des urgences » (ATU). Ce tarif est fixé nationalement et est unique quelle que soit la prise en charge (mais il demeure non cumulable avec la facturation d'un GHS). Il s'agit de forfaits. La prise en charge des prélèvements d'organes et des activités de greffe obéit aux mêmes modalités de financement par forfaits annuels.
Un forfait, dénommé « forfait de petit matériel » (FFM) est facturé dès lors que certains soins non programmés et non suivis d'hospitalisation, réalisés sans anesthésie et nécessitant la consommation de matériel de petite chirurgie ou d’immobilisation, sont délivrés au patient dans les établissements de santé qui ne sont pas autorisés à exercer l’activité d’accueil et de traitement des urgences. Le forfait FFM est associé à une liste d’actes limitative.
L'activité d'urgence bénéficie d'un complément de financement sous la forme d'un forfait FAU calculé à partir du nombre de passages aux urgences.
L’Hospitalisation à domicile (HAD), fondée sur le principe classique du « tout compris », est depuis le 1er janvier 2006 soumise à une obligation d'évaluation et d'analyse des activités de soin par le biais de Résumés par sous-séquence (RPSS), elles-mêmes définies en amont par un Groupe homogène de prise en charge (GHPC). Le GHPC est en réalité une combinaison de trois éléments essentiels dans la structuration des activités d'HAD : le mode de prise en charge principal (MP), le mode de prise en charge associé (MA) et un indice de mesure de la dépendance (indice de Karnofsky). Cette analyse permet donc de définir un schéma standard de tarification: à chaque GHPC est associé un indice de pondération (durée de prise en charge), donnant ainsi naissance à un Groupe homogène de tarifs (GHT) appliqué par l'Assurance maladie. Le mécanisme est le même que celui des GHS, si ce n'est que l'HAD implique une pondération entre le type d'activité de soin et la facturation.
L’insuffisance rénale chronique est financée sous forme :
- de  forfait GHS en hospitalisation complète ou pour des séances en centre ;
- de forfaits dialyse « Dxx » en hémodialyse ou autodialyse hors centre. Les forfaits « Dxx » sont facturés pour chaque séance ou, dans le cadre de la dialyse péritonéale, pour chaque semaine de traitement ;
- des GHS « séance de dialyse en hospitalisation » sont facturables en sus d’un GHS d’hospitalisation.

Les prélèvements d’organes : ces prélèvements sont facturés sur la base de forfaits (PO1 à PO9) et l’activité de prélèvement bénéficie également d’un financement complémentaire sous la forme de forfait annuel(CPO).
La réanimation est facturée sur la base de Suppléments forfaitaires journaliers (REP, REA, STF, SRC, NN1, NN2, NN3) qui viennent en complément du GHS.

### Une incitation à l'innovation: le financement des MO et DMI
Si la règle générale du tarif tout compris invite l'Assurance maladie à un remboursement unique par GHS, l'existence de médicaments onéreux (MO) et de dispositifs médicaux implantables (DMI) a poussé le ministère de la Santé à flexibiliser cette règle afin d'assurer l'égalité d'accès aux soins les plus innovants. Ainsi, les médicaments de lutte contre le cancer, les facteurs de coagulation et les médicaments dits « orphelins » sont intégralement remboursés par l'assurance-maladie. La tendance est d'ailleurs à la convergence des dispositifs de médicamentalisation onéreux : la liste des MO est désormais commune aux deux secteurs, et les disparités de financement des DMI se réduisent progressivement.
Mais si cette politique d'égal accès aux soins innovants est une avancée, l'apparition continuelle de nouveaux produits sur le marché et la généralisation de leur usage (les produits de santé actuellement facturés en sus ayant vocation à rejoindre les GHS) amène les agences régionales de l'hospitalisation (puis les agences régionales de santé qui leur ont succédé en 2010) et le ministère à restreindre l'extension des listes de MO et de DMI.

### Les missions d'intérêt général et l'aide à la contractualisation (MIGAC)
Les établissements MCO peuvent bénéficier de financements supplémentaires du fait de la prise en charge de missions d'intérêt général (recherche et enseignement ; SAMU, équipes mobiles de soins palliatifs, prise en charge des détenus, prise en charge de la toxicomanie, consultation de tabacologie, d'alcoologie, etc.).
Enfin, en sus des financements MIG, une dotation pour l'aide à la contractualisation (AC) est mise à la disposition des ARS afin d'accompagner les contrats d'objectifs et de moyens (COM) que doivent signer avec elles les établissements de santé.

### Arrêtés tarifaires
Chaque année, les tarifs et les règles de facturation en T2A paraissent au Journal Officiel pour application au 1er mars de l'année en cours.
La liste des médicaments ou des dispositifs médicaux implantables facturables en sus font également partie d'une parution au Journal Officiel au fil de l'eau, en fonction des besoins.

## Risques et effets indésirables: les difficultés de la transition

### Des risques prévisibles
Si le système T2A présente des avantages, il n'en demeure pas moins que certains désagréments sont d'ores et déjà connus du ministère de la Santé et des Agences régionales de santé. Ainsi, le surcodage, la segmentation des séjours, la sélection des patients, l'inadaptation des soins en fonction de la gravité des besoins et la transformation de certains actes externes en hospitalisation sont annoncés par la DGOS comme des effets pervers potentiels.
Une politique de contrôle externe a donc été mise en place, répartissant son action en deux axes essentiels :
- une surveillance systématique des informations transmises à l'Assurance maladie
- et un contrôle approfondi des établissements détectés par la surveillance automatique.

Pour répondre à la critique formulée par certains établissements lors des travaux préparatoires et pour parer au risque de transformation des actes externes en hospitalisation, une circulaire du 31 août 2006 prévoit une distinction claire entre les actes externes et les prestations d'hospitalisation.
Toujours dans cette logique de contrôle du financement, le contrat de bon usage constitue une innovation de la T2A présentée ci-dessous.

### Le contrat de bon usage (CBU) des médicaments, des produits et des prestations
Le système de financement des MO implique que les établissements de santé respectent les règles de bonne pratique quant à l'usage de ces produits onéreux : le poids financier de ces médicaments sur l'Assurance maladie le justifie. C'est pour cette raison qu'ont été créés, par décret du 24 août 2005 et mentionné à l'art. [L.162-22-7] du code de la sécurité sociale, les Contrats de bon usage des médicaments, des  produits et des prestations (CBUS). Ceux-ci visent à engager les ES dans une dynamique d'amélioration continue de la qualité et de la sécurité des soins, tout en garantissant la pertinence des prescriptions médicamenteuses et des DM spécialisés. Le CBUS s'intègre par ailleurs dans la logique de contractualisation des relations internes et externes des établissements hospitaliers. Il vise également à encourager les établissements à négocier directement les prix auprès de ces fournisseurs par le biais d'une rémunération complémentaire d'écart médicament indemnisable (EMI) ou écart tarif indemnisable (ETI) calculé sur la base de l'écart entre [Prix négocié - Prix de responsabilité ] * 50 % * Quantité.
Le CBUS est composé d'une part par un calendrier d'exécution mentionnant les objectifs poursuivis (issus d'une négociation entre l'établissement et l'ARH puis l'ARS) et les critères d'évaluation retenus, et d'autre part par les clauses de financement des MO et DMI en sus des prestations d'hospitalisation par l'Assurance maladie. Afin de s'assurer de la coopération des établissements de santé et de la poursuite effective des objectifs précédemment cités, des pénalités sont prévues en cas de non-respect des engagements souscrits : déremboursements d'une partie de la part RO actuellement remboursée aux Établissements sans pénalisation des assurés. Les ACBUS sont signés pour 3 ans, renouvelables.
Un « Observatoire des médicaments, des dispositifs médicaux et des innovations thérapeutiques » (OMEDIT) est mis en place au sein de chaque Agence régionale de santé (ARS), avec pour mission de suivre et de gérer l'ensemble des CBUS de la région.

### Intervention de prestataires privés
Certains hôpitaux font appel à des sociétés privées afin d'optimiser le codage de leurs actes médicaux dans le cadre de la T2A,.